# Wang Cheng-pang
Wang Cheng-pang (王正邦S, Wáng ZhèngbāngP; 12 gennaio 1987) è un arciere taiwanese.

## Palmarès

### Olimpiadi
- 1 medaglia:
  - 1 argento (Atene 2004 a squadre)

### Giochi asiatici
- 2 medaglie:
  - 2 argenti (Busan 2002 a squadre; Doha 2006 a squadre)